# Бывшие посёлки городского типа Кировской области
Бывшие посёлки городского типа Кировской области — посёлки городского типа (рабочие, дачные и курортные), потерявшие этот статус в связи с административно-территориальными преобразованиями.

## Б
- Белореченск — пгт с 1963 года. Преобразован в сельский населённый пункт в 2005 году.
- Белохолуницкий — пгт с 1928 года. Преобразован в город Белая Холуница в 1965 году.
- Боровой — пгт с 1963 года. Преобразован в сельский населённый пункт в 1999 году.

## В
- Вятские Поляны — пгт с 1938 года. Преобразован в город в 1942 году.
- Вятский — пгт с 1945 года. Включён в состав города Нововятск в 1955 году.

## Д
- Дубровка — пгт с 1966 года. Преобразован в сельский населённый пункт в 2005 году.

## З
- Заря — пгт с 1969 года. Преобразован в сельский населённый пункт в 2005 году.
- Зуевка — пгт с 1928 года. Преобразован в город в 1944 году.

## К
- Каринторф — пгт с 1942 года. Вошёл в состав города Кирово-Чепецк в 1991 году.
- Кирово-Чепецкий — пгт с 1942 года. Преобразован в город Кирово-Чепецк в 1955 году.
- Кирс — пгт с 1938 года. Преобразован в город в 1965 году.
- Коминтерновский — пгт с 1939 года. Включён в черту города Кирова в 1959 году.
- Косино — пгт с 1938 года. Преобразован в сельский населённый пункт в 2012 году.

## Л
- Лесные Поляны — пгт с 1963 года. Преобразован в сельский населённый пункт в 2005 году.
- Лесозаводский — пгт с 1939 года. Включён в состав города Нововятск в 1955 году.
- Луза — пгт с 1935 года. Преобразован в город в 1944 году.
- Лянгасово — пгт с 1944 года. Вошёл в состав города Киров в 2005 году.

## М
- Маромица — пгт с 1972 года. Преобразован в сельский населённый пункт в 2005 году.
- Медведок — пгт с 1944 года. Преобразован в сельский населённый пункт в 2006 году.
- Мураши — пгт с 1928 года. Преобразован в город в 1944 году.

## О
- Октябрьский — пгт с 1940 года. Преобразован в сельский населённый пункт в 2005 году.

## П
- Пелес — пгт с 1963 года. Преобразован в сельский населённый пункт в 1999 году.
- Первомайский — пгт с 1938 года. Вошёл в состав города Слободской в 2005 году.

## Р
- Радужный — пгт с 1977 года. Вошёл в состав города Киров в 2005 году.

## С
- Созимский — пгт с 1954 года. Преобразован в сельский населённый пункт в 2005 году.
- Сосновка — пгт с 1938 года. Преобразован в город в 1962 году.

## Т
- Торфяной — пгт с 1967 года. Преобразован в сельский населённый пункт в 2005 году.

## Х
- Христофорово — пгт с 1943 года. Преобразован в сельский населённый пункт в 2005 году.

## Ч
- Чепецкий — пгт с 1954 года. Преобразован в сельский населённый пункт в 1999 году.
- Чёрная Холуница — пгт с 1938 года. Преобразован в сельский населённый пункт в 2005 году.
- Чернореченский — пгт с 1963 года. Преобразован в сельский населённый пункт в 1999 году.